# Йохан Якоб Кауп
Йохан Якоб Кауп (на немски: Johann Jakob Kaup) е германски зоолог със значителни приноси в областта на палеонтологията.

## Биография
Роден е на 10 април 1803 година в Дармщат. Учи последователно в Гьотингенския, Хайделбергския и Лайденския университет. След завръщането си в Дармщат е асистент, а от 1840 година – инспектор в музея на великото херцогство Хесен-Дармщат.
През 1829 година Кауп публикува книгата „Skizze zur Entwickelungsgeschichte der europäischen Thierwelt“, в която разглежда животинския свят, като развил се от по-низши към по-висши форми – от земноводните през птиците до хищниците. По-късно той отхвърля този свой труд като младежка грешка и след публикуването на „Произход на видовете“ на Чарлз Дарвин се обявява против еволюционната теория.
Кауп провежда проучвания на значителните фосилни находки в околностите на Дармщат и придобива солидна репутация с труда си „Beiträge zur näheren Kenntniss der urweltlichen Säugethiere“ (1855 – 1862). Той е автор и на „Classification der Säugethiere und Vögel“ (1844) и, в съавторство с Хайнрих Георг Брон, на „Die Gavial-artigen Reste aus dem Lias“ (1842 – 1844).
Умира на 4 юли 1873 година в Дармщат на 70-годишна възраст.